# Phanom Rung

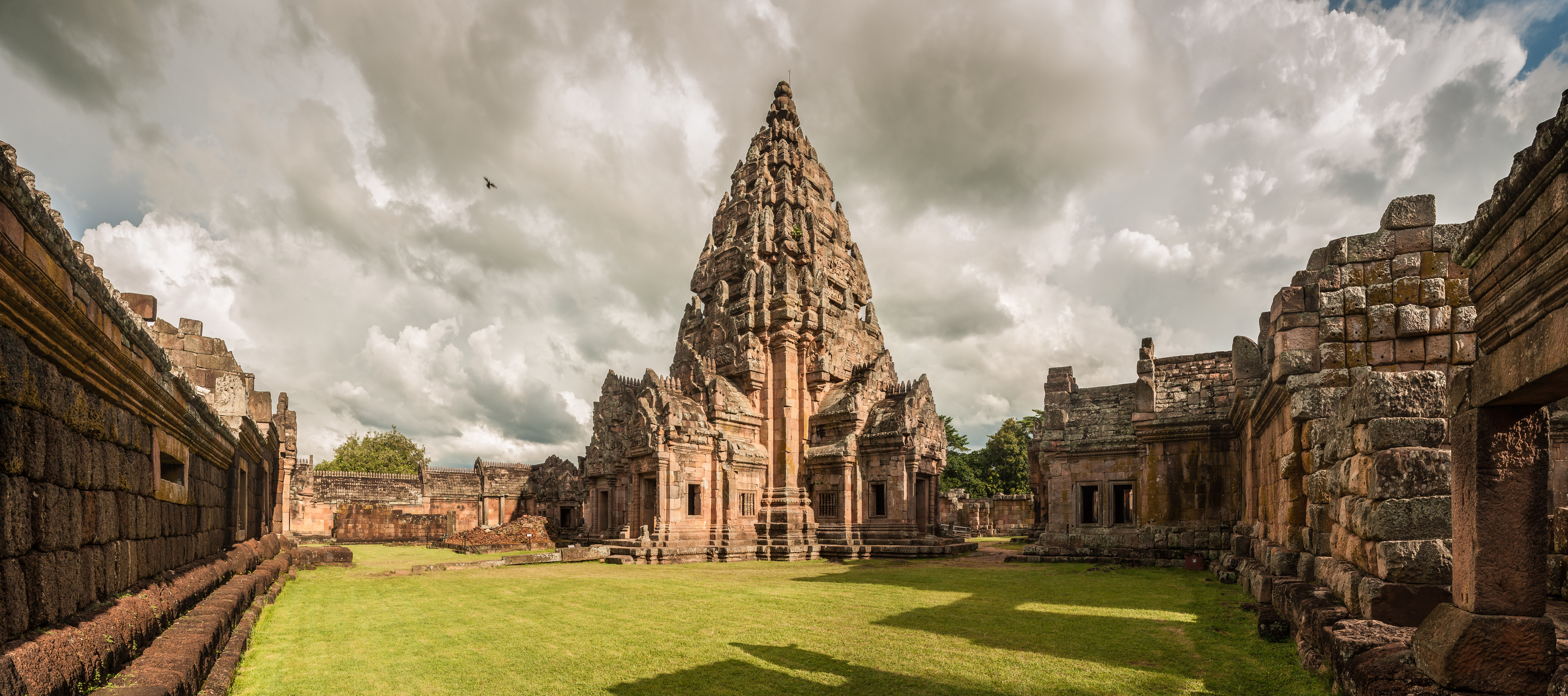
Prasat Hin Phanom Rung: Zentrales Heiligtum

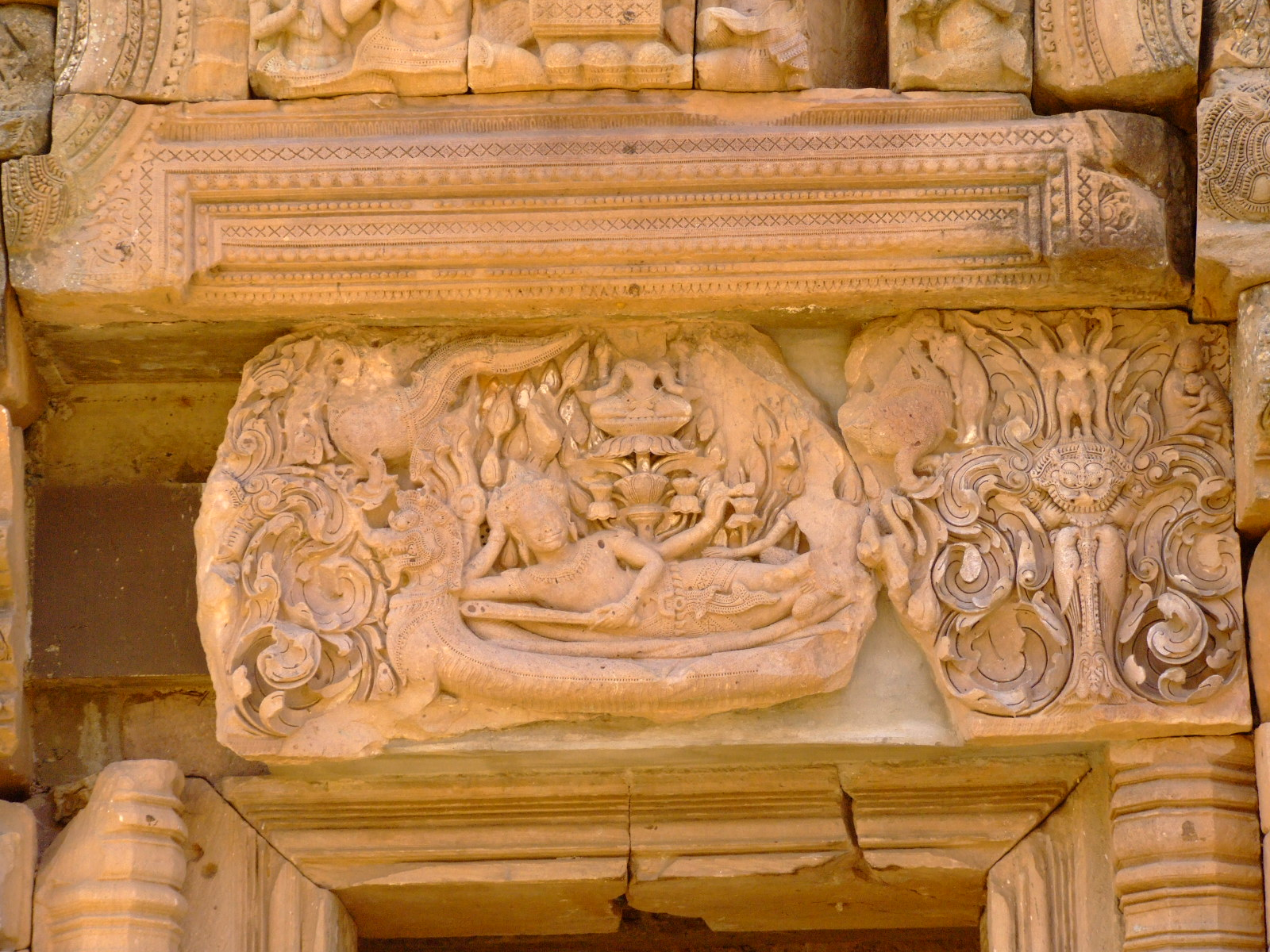
Türsturz am Mondop: Vishnu ruhend im Milchozean auf dem Rücken des Naga-Königs

Phanom Rung (vollständiger Name Prasat Hin Khao Phanom Rung, Thai: ปราสาทหินเขาพนมรุ้ง, Aussprache: [praːsàːt hǐn kʰǎw pʰánom rúŋ], etwa: Palast aus Stein auf dem Berg Rung, dabei heißt Phnom Rung auf Khmer etwa „Breiter Berg“) ist ein Tempelbezirk auf einem erloschenen Vulkan im heutigen Thailand, etwa 50 Kilometer südlich der Provinzhauptstadt Buri Ram gelegen.
Frühe Inschriften aus dem 7. oder 8. Jahrhundert deuten darauf hin, dass hier ein früher Tempel aus der Chenla-Periode stand. Im Wesentlichen stammt die Anlage aber aus dem 10. bis 12. Jahrhundert und ist der Angkor-Periode der Khmer-Kultur zuzuordnen. Der Ruinenkomplex von Phanom Rung, Prasat Mueang Tam und Plai Bat steht seit 2019 auf der Tentativliste für das UNESCO-Weltkulturerbe.

## Geschichte
Der Prasat Hin Khao Phnom Rung ist wohl eines der beeindruckendsten Baudenkmäler der Khmer in Thailand. Die Gegend war zwischen dem frühen 9. Jahrhundert und dem 13. Jahrhundert ein von Angkor weitgehend unabhängiges Fürstentum der Dynastie Mahidharapura.
Die in 381 Metern Höhe liegende Tempelanlage symbolisierte einst die Wohnstätte Shivas auf dem heiligen Berg Krailasa (Kailash) und wurde zwischen dem frühen 10. Jahrhundert und dem späten 12. Jahrhundert von den damals dort herrschenden Khmer errichtet. Insbesondere während der Herrschaft von König Suryavarman II. wurden hier wesentliche Erweiterungen durchgeführt. Wie bei anderen Tempeln auf Bergspitzen (zum Beispiel Prasat Preah Vihear und Phnom Chisor) wurde auch hier die Architektur an die natürlichen Gegebenheiten angepasst. Eine lange Treppe führt hinauf zum wichtigsten Bezirk. Der eigentliche Tempel wird durch einen 160 Meter langen erhöhten Fußweg erreicht, der von Säulen flankiert ist und auf die Naga-Brücke zuführt. Die Brücke symbolisiert den Übergang aus der profanen in die geheiligte Welt. Eine weitere Treppe führt zu einem Bereich mit vier Bassins, an denen vorbei man über eine zweite Brücke in den eigentlichen Tempel gelangt.
Phanom Rung ist bekannt für die sorgfältig ausgeführten Steinmetzarbeiten, die zum Beispiel einen Kriegselefanten zeigen, der einen Feind niedertrampelt. Dies mag eines der ersten historischen Kunstwerke aus der Angkor-Zeit sein. Die meisten anderen Darstellungen verehren Shiva und die Askese. Die elf Inschriften von Phanom Rung sind besonders interessant, da sie eine Darstellung der regionalen Organisation von Angkor enthalten.
Über eine – heute durch den Dschungel führende – Straße war dieser Tempel mit der Tempelstadt Angkor-Wat im heutigen Kambodscha und dem Prasat Hin Phimai (in Thailand) verbunden.
Eine verkleinerte Kopie des Heiligtums kann in der Ancient City (Mueang Boran) in Samut Prakan bei Bangkok besichtigt werden.
Von 1971 bis 1988 restaurierte Thailands „Department of Fine Arts“ die Anlage.

## Geschichtspark
Am 21. Mai 1988 wurde der „Geschichtspark Phanom Rung“ (อุทยานประวัติศาสตร์พนมรุ้ง) von Prinzessin Maha Chakri Sirindhorn eröffnet. Im Jahr 2005 wurde der Tempelbezirk der UNESCO zur Prüfung für ein zukünftiges Welterbe übergeben.